# ボーダーゲート
座標: 北緯22度12分57秒 東経113度32分57秒 / 北緯22.21583度 東経113.54917度

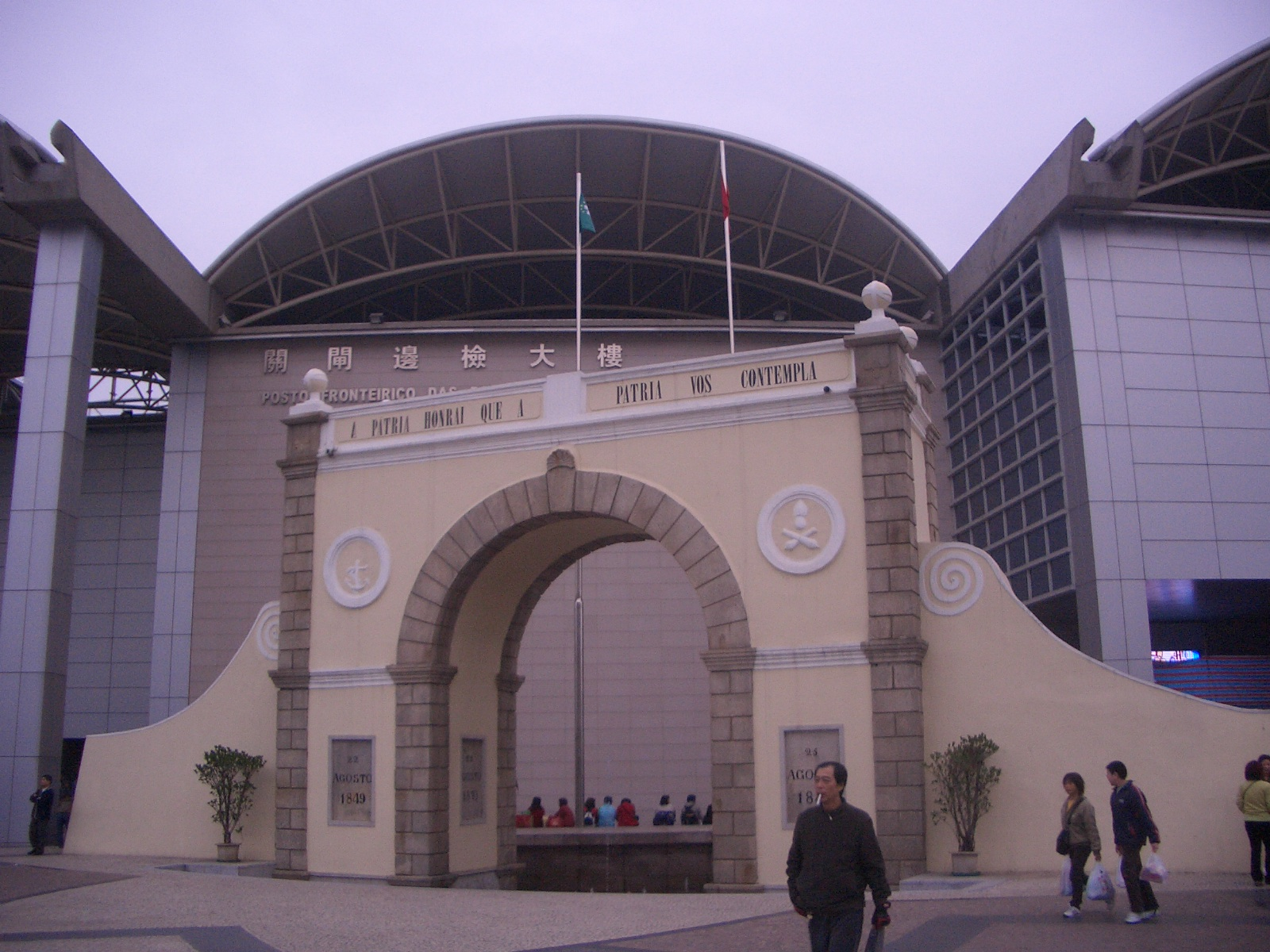
現在の關閘（前）と関閘辺検大楼（後ろ）

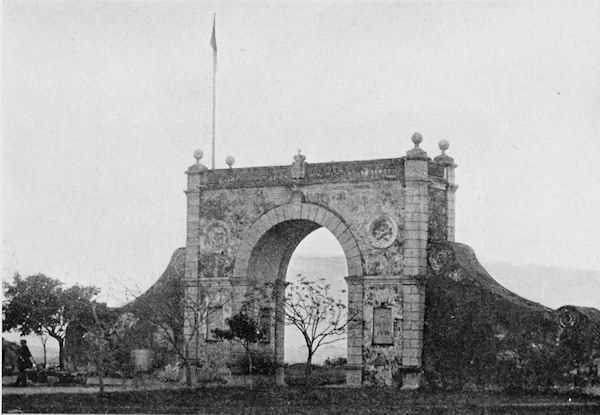
かつての關閘の写真。ポルトガル海上帝国によって作られた

ボーダーゲート（中国語: 關閘/关闸（関閘）、ポルトガル語: Portas do Cerco）はマカオ特別行政区と中国大陸の間の陸路境界に設置された門である。1870年に建設された。
関閘辺検大楼が設置されている。マカオの最北端にあり、広東省珠海市拱北口岸に通じる。ポルトガルがマカオを支配しはじめてから2000年の横琴口岸開業まで、中国大陸とマカオの間に唯一開かれた陸路境界であった。
出入国管理施設としては、世界最大の出入境者数と言われ、2017年の出入境者総数は延べ1億2800万人、現在も増加しつつあり、2018年11月24日の単日出入境者数は62.2万人超に達して、過去最多の単日出入境人数を記録した。混雑対策として、2021年に青茂口岸が開業している。